# Hendrik Lenstra
Hendrik Willem Lenstra Jr. (nacido el 16 de abril de 1949) es un matemático neerlandés especializado en la teoría de números, con destacadas aportaciones en el campo de los tests de primalidad mediante curvas elípticas.

## Semblanza
Lenstra nació en 1949 en la localidad neerlandesa de Zaandam. Se doctoró en 1977 por la Universidad de Ámsterdam, donde se convirtió en profesor en 1978. En 1987 fue designado miembro de la facultad de Berkeley; y a partir de 1998 dividió su tiempo entre Berkeley y la Universidad de Leiden, hasta 2003, cuando se retiró de Berkeley para ocupar un puesto a tiempo completo en Leiden.
Tres de sus hermanos, Arjen Lenstra, Andries Lenstra y Jan Karel Lenstra, también son matemáticos. Este último dirigió en los Países Bajos el Centrum Wiskunde & Informatica (CWI). Hendrik Lenstra fue el presidente del Comité del Programa del Congreso Internacional de Matemáticos en 2010.

## Contribuciones científicas
Lenstra ha trabajado principalmente en teoría de números computacional. Es conocido por:
- El codescubrimiento del algoritmo LLL (en 1982)
- El desarrollo de un algoritmo de tiempo polinomial para resolver un problema de factibilidad de programación en enteros cuando el número de variables es fijo (en 1983)[3]
- El descubrimiento del método de factorización de curva elíptica de Lenstra (en 1987)[4]
- El cálculo de todas las soluciones de la ecuación inversa de Fermat (en 1992)[5]
- Las heurísticas de Cohen-Lenstra, un conjunto de conjeturas precisas sobre la estructura de los grupos de clases de ideales en cuerpos cuadráticos.[6]

## Premios y distinciones
- En 1984, Lenstra se convirtió en miembro de Real Academia de Artes y Ciencias de los Países Bajos.[7]
- Ganó el Premio Fulkerson en 1985 por su investigación utilizando la geometría de los números para resolver aplicaciones de programación en enteros con pocas variables en el polinomio de tiempo del número de restricciones.[8]
- Fue galardonado con el Premio Spinoza en 1998,[9]
- El 24 de abril de 2009 fue nombrado Caballero de la Orden del León Neerlandés.
- En 2009 la Deutsche Mathematiker-Vereinigung le seleccionó para pronunciar la Lectura Gauss.
- En 2012 se convirtió en miembro de la American Mathematical Society.[10]

## Publicaciones
- Euclidean Number Fields. Parts 1-3, Mathematical Intelligencer 1980
- with A. K. Lenstra: Algorithms in Number Theory. pp. 673–716, In Jan van Leeuwen (ed.): Handbook of Theoretical Computer Science, Vol. A: Algorithms and Complexity. Elsevier and MIT Press 1990, ISBN 0-444-88071-2, ISBN 0-262-22038-5.
- Algorithms in Algebraic Number Theory. Bulletin of the AMS, vol. 26, 1992, pp. 211–244.
- Primality testing algorithms. Séminaire Bourbaki 1981.
- with Stevenhagen: Artin reciprocity and Mersenne Primes. Nieuw Archief for Wiskunde 2000.
- with Stevenhagen: Chebotarev and his density theorem. Mathematical Intelligencer 1992 (Online at Lenstra's Homepage).
- Profinite Fibonacci Numbers, December 2005, PDF